# Adlerhorn
L'Adlerhorn (3.988 m s.l.m.) è una montagna del massiccio del Mischabel nelle Alpi Pennine. Si trova nello svizzero Canton Vallese tra la Mattertal e la Saastal.

## Descrizione
È possibile salire sulla vetta partendo dalla Mattertal e passando dal rifugio Berghaus Flue (2.618 m).